# Црква Светог Јована у селу Леочина
Црква Светог Јована у селу Леочина, насељеном месту на територији општине Србица, на Косову и Метохији, представља непокретно културно добро као споменик културе.
Црква посвећена Светом Јовану је парохијска црква невеликих димензија, обновљена 1967. године. Према познатим подацима, подигнута је у 16. веку на темељима старијег храма из 14. века. Живопис, делимично сачуван, настао је у другој половини 16. века. Око храма је велико и старо српско гробље са неколико великих камених надгробних крстова са и без натписа из 17, 18. и 19. века.

## Основ за упис у регистар
Решење Покрајинског завода за заштиту споменика културе у Приштини, бр. 588 од 29. 12. 1965. Закон о заштити споменика културе ( Сл. гласник СРС бр. 51/59).